# 大賀宗志
大賀 宗志（おおが そうし、2001年1月14日 - ）は、ジャパンラグビーリーグワン東京サントリーサンゴリアスに所属するラグビーユニオン選手。

## プロフィール
- 兵庫県出身[1]。
- ポジションはプロップ(PR)。
- 身長 179 cm、体重 112 kg
- ジュニア・ジャパンに選ばれたことがある[2]。

## 略歴
5歳からラグビーを始めた。
2019年、報徳学園高校卒業後、明治大学に入学。なお報徳学園高校時代、高校日本代表候補に選ばれたことがある。
2022年、明治大学ラグビー部の副将に就任。
2023年1月、アーリーエントリーで東京サントリーサンゴリアスに加入。同年3月、明治大学卒業。同年12月24日に行われたJAPAN RUGBY LEAGUE ONE第3節三重ホンダヒート戦にて途中出場でリーグワン公式戦初出場を果たした。